# ویتویوتسی
ویتویوتسی (به صربی: Vitojevci) یک منطقهٔ مسکونی در صربستان است که در Ruma municipality واقع شده‌است. ویتویوتسی ۹۱۳ نفر جمعیت دارد.